# Cicurina anhuiensis
Cicurina anhuiensis är en spindelart som beskrevs av Chen 1986. Cicurina anhuiensis ingår i släktet Cicurina och familjen kardarspindlar. Inga underarter finns listade i Catalogue of Life.